# Szató Takuma
Szató Takuma (japánul 佐藤 琢磨, átírással Satō Takuma; Tokió, 1977. január 28. –) japán autóversenyző, kétszeres indianapolisi 500 győztes.

## Pályafutása

### A Formula–1 előtt
Különös módon Takuma (Taku) nagyon kevés tapasztalatot szerzett a szülőhazájában. Noha a gokartos pályafutását Japánban kezdte, Szató 1998-ban Angliában folytatta karrierjét az európai versenyzésben. 1998-ban és 1999-ben az Ifjúsági Forma versenyeken indult a kontinenst körülutazva, 1999 végén pedig az angol Formula–3 bajnokságba került. 2000-ben és 2001-ben két teljes idényt versenyzett az angol Formula–3-ban, 2000-ben összesített harmadik, 2001-ben első világbajnoki helyezéssel, összesen 16 versenyt nyerve a két évben, plusz nemzetközi versenyeket Spa-Francorchamps-ben, Zandvoort-ban, és Makaóban.

### A Formula–1-ben

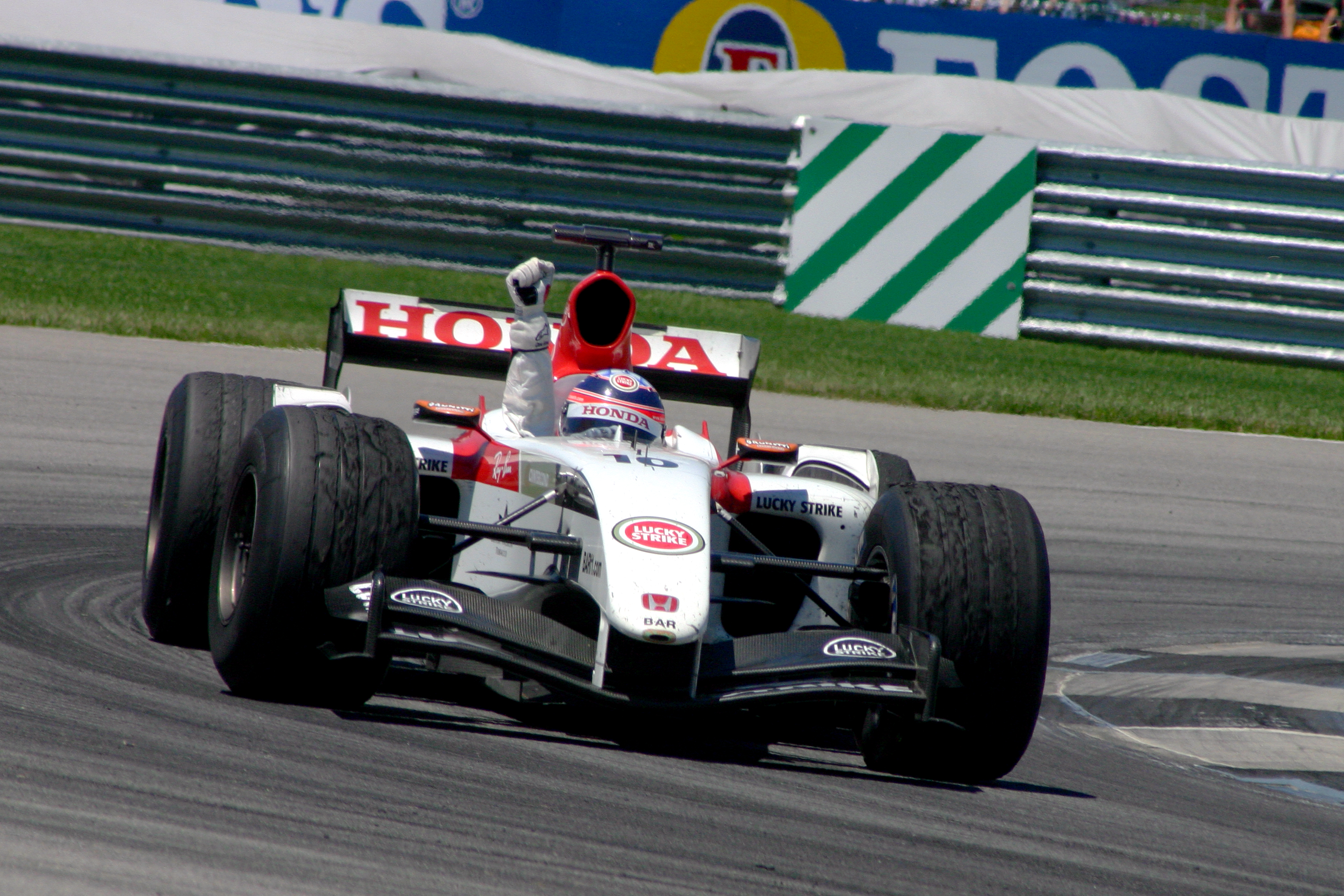
Egyetlen dobogós helyezését 2004-ben, az amerikai nagydíjon szerezte meg a BAR-ral

2002-ben debütált a Jordan színeiben az ausztrál nagydíjon. Bemutatkozó éve nem mondható tökéletesnek. A problémák ott kezdődtek amikor a maláj nagydíjon a rajt után kilökte csapattársát Giancarlo Fisichellát. Ettől kezdve a teljes szezonban szenvedett, balesetek és technikai problémák hátráltatták. A szezonzáró japán nagydíjon kijött a lépés, ötödik helyen zárt és megszerezte első Formula–1-es pontjait.
2003-ban mindössze egy futamon indult. A japán nagydíjon lehetőséget kapott a BAR csapattól. Hatodik helyen zárt, három pontot begyűjtve.
2004-ben a gyors BAR Hondával sikerült elérnie egy dobogós helyezést Indianapolisban.
2005-ben gyenge év végén távozott a BAR csapatától.
2006-ban a frissen megalakult Super Aguri csapatnál versenyzett. A csapat nehezen illeszkedett be a bajnokságba, pont nélkül zárták bemutatkozó szezonjukat.

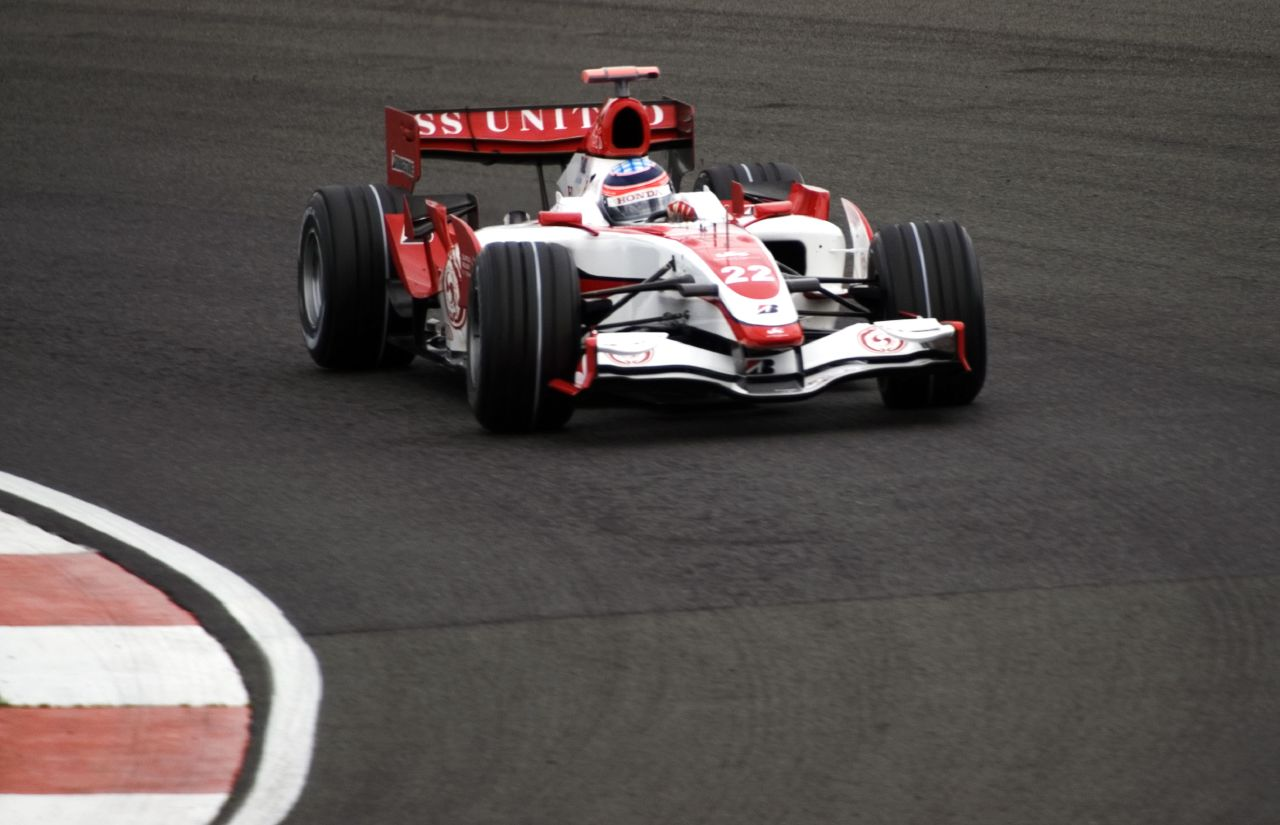
A brit nagydíjon, 2007-ben

2007-ben szintén a japán csapatnál versenyzett. A spanyol nagydíjon megszerezte a csapat első pontját.
2008-ban a Super Agurinál csak négy versenyen indulhatott, mielőtt a csapat anyagi nehézségek miatt visszalépett a Formula–1-től.

### Az IndyCarban
Miután a Toro Rossóval sem tudott leszerződni, 2009 májusában kilátogatott az indianapolisi 500-ra, ezt követően aláírt a KV Racing Technologyval a 2010-es szezonra, amelyet a huszonegyedik helyen fejezett be. Ezután egy évvel meghosszabbították a szerződését. 2011-ben noha még mindig sokszor összetörte az autót, lehetett már látni rajta, hogy fejlődik, mi sem bizonyítja ezt jobban, mint az Iowában és Edmontonban megszerzett pole-pozíciói vagy a mid-ohiói negyedik hely.
2012-ben indult harmadik alkalommal az Indianapolisi 500 mérföldes versenyen. Szató a verseny jelentős részén az élmezőnyben haladt, több körön át vezetett is. A verseny utolsó körében az élen álló Dario Franchittit támadta az első pozícióért, azonban az egyik kanyarban, a belső ívben autója megcsúszott, majd nekivágódott a betonfalnak.
2017-ben és 2020-ban megnyerte az Indianapolisi 500 mérföldes versenyt.

## Eredményei

### Teljes Formula–1-es eredménysorozata
(Táblázat értelmezése)

(Félkövér: pole-pozícióból indult; dőlt: leggyorsabb kört futott) 

| Év   | Csapat      | 1       | 2      | 3      | 4       | 5      | 6      | 7      | 8      | 9      | 10     | 11     | 12     | 13     | 14     | 15     | 16      | 17      | 18      | 19     | Helyezés | Pont |
| ---- | ----------- | ------- | ------ | ------ | ------- | ------ | ------ | ------ | ------ | ------ | ------ | ------ | ------ | ------ | ------ | ------ | ------- | ------- | ------- | ------ | -------- | ---- |
| 2002 | Jordan      | AUS Ki  | MAL 9  | BRA 9  | SMR Ki  | ESP Ki | AUT Ki | MON Ki | CAN 10 | EUR 16 | GBR Ki | FRA Ki | GER 8  | HUN 10 | BEL 11 | ITA 12 | USA 11  | JPN 5   |         |        | 15.      | 2    |
| 2003 | BAR         | AUS     | MAL    | BRA    | SMR     | ESP    | AUT    | MON    | CAN    | EUR    | FRA    | GBR    | GER    | HUN    | ITA    | USA    | JPN 6   |         |         |        | 18.      | 3    |
| 2004 | BAR         | AUS 9   | MAL 15 | BHR 5  | SMR 16† | ESP 5  | MON Ki | EUR Ki | CAN Ki | USA 3  | FRA Ki | GBR 11 | GER 8  | HUN 6  | BEL Ki | ITA 4  | CHN 6   | JPN 4   | BRA 6   |        | 8.       | 34   |
| 2005 | BAR         | AUS 14† | MAL Vi | BHR Ki | SMR Kiz | ESP    | MON    | EUR 12 | CAN Ki | USA Ni | FRA 11 | GBR 16 | GER 12 | HUN 8  | TUR 9  | ITA 16 | BEL Ki  | BRA 10  | JPN Kiz | CHN Ki | 23.      | 1    |
| 2006 | Super Aguri | BHR 18  | MAL 14 | AUS 12 | SMR Ki  | EUR Ki | ESP 17 | MON Ki | GBR 17 | CAN 15 | USA Ki | FRA Ki | GER Ki | HUN 13 | TUR Hn | ITA 16 | CHN Kiz | JPN 15† | BRA 10  |        | 23.      | 0    |
| 2007 | Super Aguri | AUS 12  | MAL 13 | BHR Ki | ESP 8   | MON 17 | CAN 6  | USA Ki | FRA 16 | GBR 14 | EUR Ki | HUN 15 | TUR 18 | ITA 16 | BEL 15 | JPN 15 | CHN 14  | BRA 12  |         |        | 17.      | 4    |
| 2008 | Super Aguri | AUS Ki  | MAL 16 | BHR 17 | ESP 13  | TUR    | MON    | CAN    | FRA    | GBR    | GER    | HUN    | EUR    | BEL    | ITA    | SIN    | JPN     | CHN     | BRA     |        | 21.      | 0    |

† : Nem fejezte be a futamot, de helyezését értékelték, mert a futam több, mint 90%-át teljesítette.

### Teljes IndyCar eredménysorozata
| Év   | Csapat                         | 1      | 2      | 3      | 4      | 5       | 6       | 7       | 8      | 9      | 10     | 11     | 12     | 13     | 14     | 15     | 16     | 17     | 18     | 19     | Helyezés | Pont |
| ---- | ------------------------------ | ------ | ------ | ------ | ------ | ------- | ------- | ------- | ------ | ------ | ------ | ------ | ------ | ------ | ------ | ------ | ------ | ------ | ------ | ------ | -------- | ---- |
| 2010 | KV Racing Technology           | SAO 22 | STP 22 | ALA 25 | LBH 18 | KAN 24  | INDY 20 | TXS 25  | IOW 19 | WGL 15 | TOR 25 | EDM 9  | MDO 25 | SNM 18 | CHI 26 | KTY 27 | MOT 12 | HMS 18 |        |        | 21.      | 214  |
| 2011 | KV Racing Technology           | STP 5  | ALA 17 | LBH 21 | SAO 8  | INDY 33 | TXS1 5  | TXS2 12 | MIL 8  | IOW 19 | TOR 20 | EDM 21 | MDO 4  | NHA 7  | SNM 18 | BAL 18 | MOT 10 | KTY 15 | LVS T  |        | 13.      | 297  |
| 2012 | Rahal Letterman Lanigan Racing | STP 22 | ALA 24 | LBH 8  | SAO 3  | INDY 17 | DET 20  | TXS 22  | MIL 20 | IOW 12 | TOR 9  | EDM 2  | MDO 13 | SNM 27 | BAL 21 | FON 7  |        |        |        |        | 14.      | 281  |
| 2013 | A.J. Foyt Enterprises          | STP 8  | ALA 14 | LBH 1  | SAO 2  | INDY 13 | DET 19  | DET 23  | TXS 11 | MIL 7  | IOW 23 | POC 22 | TOR 24 | TOR 20 | MDO 22 | SNM 23 | BAL 24 | HOU 17 | HOU 14 | FON 17 | 17.      | 322  |
| 2014 | A.J. Foyt Enterprises          | STP 7  | LBH 22 | ALA 13 | IMS 9  | INDY 19 | DET 18  | DET 18  | TXS 18 | HOU 22 | HOU 19 | POC 21 | IOW 22 | TOR 23 | TOR 5  | MDO 18 | MIL 15 | SNM 4  | FON 6  |        | 18.      | 350  |
| 2015 | A.J. Foyt Enterprises          | STP 13 | NLA 22 | LBH 18 | ALA 17 | IMS 9   | INDY 13 | DET 11  | DET 2  | TXS 16 | TOR 10 | FON 18 | MIL 14 | IOW 19 | MDO 24 | POC 6  | SNM 8  |        |        |        | 14.      | 323  |
| 2016 | A.J. Foyt Enterprises          | STP 6  | PHX 15 | LBH 5  | ALA 13 | IMS 18  | INDY 26 | DET 11  | DET 10 | ROA 17 | IOW 11 | TOR 5  | MDO 9  | POC 22 | TXS 20 | WGL 17 | SNM 14 |        |        |        | 17.      | 320  |
| 2017 | Andretti Autosport             | STP 5  | LBH 18 | ALA 9  | PHX 16 | IMS 12  | INDY 1  | DET 8   | DET 4  | TXS 10 | ROA 19 | IOW 16 | TOR 16 | MDO 5  | POC 13 | GTW 19 | WGL 19 | SNM 20 |        |        | 8.       | 441  |
| 2018 | Rahal Letterman Lanigan Racing | STP 12 | PHX 11 | LBH 21 | ALA 8  | IMS 10  | INDY 32 | DET 5   | DET 17 | TXS 7  | ROA 4  | IOW 3  | TOR 22 | MDO 17 | POC 21 | GTW 9  | POR 1  | SNM 25 |        |        | 12.      | 351  |
| 2019 | Rahal Letterman Lanigan Racing | STP 19 | COA 7  | ALA 1  | LBH 8  | IMS 14  | INDY 3  | DET 3   | DET 13 | TXS 15 | ROA 10 | TOR 22 | IOW 20 | MDO 19 | POC 21 | GTW 1  | POR 15 | LAG 21 |        |        | 9.       | 415  |
| 2020 | Rahal Letterman Lanigan Racing | TXS Ni | IMS 10 | ROA 9  | ROA 8  | IOW 10  | IOW 21  | INDY 1  | GTW 2  | GTW 9  | MDO 17 | MDO 18 | IMS 18 | IMS 14 | STP 10 |        |        |        |        |        | 7.       | 348  |
| 2021 | Rahal Letterman Lanigan Racing | ALA 13 | STP 6  | TXS 9  | TXS 14 | IMS 16  | INDY 14 | DET 4   | DET 12 | ROA 8  | MDO 10 | NSH 25 | IMS 10 | GTW 6  | POR 12 | LAG 27 | LBH 9  |        |        |        | 11.      | 324  |
| 2022 | DCR w/ Rick Ware Racing        | STP 10 | TXS 20 | LBH 16 | ALA 13 | IMS 7   | INDY 25 | DET 13  | ROA 15 | MDO 14 | TOR 25 | IOW 21 | IOW 10 | IMS 15 | NSH 21 | GTW 5  | POR 18 | LAG 23 |        |        | 19.      | 258  |
| 2023 | Chip Ganassi Racing            | STP    | TXS 28 | LBH    | ALA    | IMS     | INDY    | DET     | ROA    | MDO    | TOR    | IOW 9  | IOW 25 | NSH    | IMS    | GTW 26 | POR    | LAG    |        |        | 29.      | 70   |

#### indianapolis 500
| Év   | Kasztni | Motor | Rajthely | Eredmény | Csapat                         |
| ---- | ------- | ----- | -------- | -------- | ------------------------------ |
| 2010 | Dallara | Honda | 31       | 20       | KV Racing Technology           |
| 2011 | Dallara | Honda | 10       | 33       | KV Racing Technology           |
| 2012 | Dallara | Honda | 19       | 17       | Rahal Letterman Lanigan Racing |
| 2013 | Dallara | Honda | 18       | 13       | A.J. Foyt Enterprises          |
| 2014 | Dallara | Honda | 23       | 19       | A.J. Foyt Enterprises          |
| 2015 | Dallara | Honda | 25       | 13       | A.J. Foyt Enterprises          |
| 2016 | Dallara | Honda | 12       | 26       | A.J. Foyt Enterprises          |
| 2017 | Dallara | Honda | 4        | 1        | Andretti Autosport             |
| 2018 | Dallara | Honda | 16       | 32       | Rahal Letterman Lanigan Racing |
| 2019 | Dallara | Honda | 14       | 3        | Rahal Letterman Lanigan Racing |
| 2020 | Dallara | Honda | 3        | 1        | Rahal Letterman Lanigan Racing |
| 2021 | Dallara | Honda | 15       | 14       | Rahal Letterman Lanigan Racing |
| 2022 | Dallara | Honda | 10       | 25       | DCR w/ Rick Ware Racing        |
| 2023 | Dallara | Honda | 8        | 7        | Chip Ganassi Racing            |